# Droga krajowa nr 136 (Kostaryka)
Droga krajowa nr 136 (hiszp. Ruta Nacional Secundaria 136/Ruta 136) – jedna z dróg krajowych w Kostaryce. Znajduje się ona w prowincjach San José i Alajuela.

## Opis
W prowincji San José droga krajowa nr 136 przebiega przez kanton Puriscal (przez dystrykty Santiago i Desamparaditos) oraz kanton Mora (przez dystrykty Colón, Piedras Negras i Picagres).
W prowincji Alajuela droga krajowa nr 136 przebiega przez kanton Alajuela (przez dystrykty Turrúcares i Garita).